# Список заслуженных тренеров СССР (конный спорт)
Почётное спортивное звание, присваивалось в 1956—1992 годах.
| 1956 год |                                 |            |                         |        |               |  |
| 1        | Джафаров Георгий Аслангирович   | ??.??.1956 | ??.??.???? - ??.??.1982 |        |               |  |
| 1957 год |                                 |            |                         |        |               |  |
| 1        | Анастасьев Григорий Терентьевич | ??.02.1957 |                         | Москва |               |  |
| 2        | Мансуров П.И.                   | ??.02.1957 |                         | Фрунзе | «Буревестник» |  |

## 1971
- Кордзая, Реваз Георгиевич ?-18.01.1977

## 1980
- Деев, Павел Семёнович
- Евдокимов, Александр Михайлович 1947
- Жагоров, Антон Афанасьевич
- Зозуля, Александр Львович 01.11.1908 — 11.06.1991[2]
- Калита, Иван Александрович
- Ковшов, Александр Никифорович
- Ларченков, Борис Васильевич
- Мишин, Валентин Васильевич
- Мурсалимов, Сайбаттал Хабибулович
- Ненахов, Виктор Николаевич

## неизв.
- Куйбышев, Валериан Никанорович 3.12.1925 — 2006 (? 60)
- Мурашов, Борис Иванович
- Ситько, Николай Алексеевич (? 60)
- Угрюмов, Виктор Петрович
- Череда, Григорий Тимофеевич
- Шеленков, Николай Фёдорович 1919—1985 (до 1959)